# Viloläge
För andra betydelser, se Viloläge (olika betydelser).
Viloläge är en term inom fysiken som vanligen refererar till system som inte påverkas av yttre kraft eller energi.

## Användning
Termen används för att beskriva en person eller maskin som inte påverkas av krafter eller är i arbete. Exempelvis är en person i viloläge när den sitter stilla på en stol. En processor i en dator eller ett kretskort beskrivs att den är i viloläge när den inte används av ett program. På samma sätt beskrivs en motor på en bil när den inte är kör, bortsett från frigången som krävs för att motorn inte ska stängas av.